# Týr
Týr [tʊiːɹ] (auch ᛏᛣᚱ, nach dem nordischen Kriegsgott Tyr) ist eine färöische Metal-Band aus Tórshavn. Die meisten Lieder werden von Heri Joensen, dem Kopf der Band, geschrieben und greifen überwiegend auf färöische und andere skandinavische Balladen zurück.

## Geschichte
Týr wurde im Januar 1998 in Kopenhagen gegründet, als der Sänger und Gitarrist Heri Joensen seinen alten Bandkameraden Kári Streymoy traf. Im Jahr 2000 nahmen sie zusammen mit Jón Joensen und Pól Arni Holm ihr erstes Demo auf, auf dem sie neben eigenen Stücken auch traditionelle Texte wie „Ormurin langi“ vertonten.
Nachdem Jón Joensen die Band verlassen hatte, nahm Týr 2002 das Debütalbum How Far to Asgaard auf, das auf dem Label Tutl veröffentlicht wurde. Der Song „Ólavur Riddararós“ wurde als Single mit dem Sänger Allan Streymoy und dem neuen Gitarristen Terji Skibenæs veröffentlicht. Im Juni 2003 erschien das zweite Album Eric the Red, benannt nach Erik dem Roten.
Seit Ende 2005 steht Týr beim österreichischen Label Napalm Records unter Vertrag. Der neue Vertrag brachte eine Wiederveröffentlichung von Eric the Red auf internationaler Ebene. Im September 2006 folgte das neue Album Ragnarok, benannt nach Ragnarök, dem Weltuntergang in der Nordischen Mythologie. Im Rahmen einer Tournee durch Deutschland, Österreich, die Schweiz und Slowenien trat Týr als Vorband der deutschen Metal-Band Die Apokalyptischen Reiter auf. An diese Tour schloss sich eine weitere Europatournee mit Amon Amarth im November 2006 an. Im Jahr 2007 spielte die Band auf dem Wacken Open Air und 2008 tourte sie zusammen mit Bands wie Ensiferum, Korpiklaani und Moonsorrow im Rahmen des Paganfestes durch Nordamerika und Europa.
Ab Ende 2007 konnte man auf der MySpace-Seite der Band ein Studio-Tagebuch vorfinden, welches die Aufnahmen des 2008 veröffentlichten Albums Land zeigt. Ein halbes Jahr später wurde das erste Album How Far to Asgaard von Napalm Records wiederveröffentlicht, weil es dieses Album nicht mehr im Handel zu kaufen gab, die Nachfrage gleichzeitig aber noch vorhanden war.
Am 27. März wurde über Napalm Records eine, auf 1.000 Stück limitierte, Split-EP mit dem Namen Black Sails Over Europe, welche neue Songs von Alestorm, Heidevolk und auch Týr enthält, veröffentlicht. Alle drei Stücke von Týr sind auch auf ihrem Album By the Light of the Northern Star zu finden.
Am 27. Mai 2009 wurde das fünfte Studioalbum der Band, By the Light of the Northern Star, via Napalm Records veröffentlicht. Es wurde Anfang 2009 aufgenommen, von Jacob Hansen produziert und in den Finnvox Studios gemischt und gemastert.
Am 12. Mai 2013 wurde auf der Facebook-Seite der Band bekanntgegeben, dass Schlagzeuger Kári Streymoy in Folge einer im Jahr 2008 erlittenen Rückenverletzung aussteigt. Für die Aufnahmen zum neuen Album Valkyrja wurde am 15. Mai 2013 mit George Kollias, dem Schlagzeuger der Band Nile, einer der schnellsten Schlagzeuger der Welt engagiert. Er ist damit der erste Musiker bei Týr, der nicht von den Färöern stammt. Das Album erschien im September 2013.
2014 übernahm Amon Djurhuus den Posten des Schlagzeugers, 2016 wurde er von Tadeusz Rieckmann abgelöst. Nachdem Terji Skibenæs sein letztes Konzert auf dem Sabaton Open Air Festival 2018 gespielt hatte, wurde er von Attila Vörös ersetzt.

## Stil
Týr spielen eine meist langsamere Mischung aus Heavy Metal und färöischen Balladen, eine melodische und harmonische Variante des Folk- bzw. Viking Metal, die starke progressive Einflüsse zeigt.
Besonders herausstechend innerhalb ihres genretypischen Umfeldes an Bands ist der dauerhafte Einsatz von klarem Gesang und das Fehlen jedweder Growls. Diese Musikrichtung wird auf den Färöern inzwischen als kvæðamálmur (dt. Balladen-Metal) bezeichnet. Ihre Motive sind in der nordischen Mythologie angesiedelt, ihre Texte zumeist Färöisch oder Englisch. Ferner sind auch einige Songs auf Dänisch, Gøtudanskt bzw. in isländischer Sprache vorhanden.

## Diskografie

### Alben
- 2002: How Far to Asgaard (CD; Tutl), Wiederveröffentlichung 2008 bei Napalm Records
- 2003: Eric the Red (CD; Tutl), Wiederveröffentlichung 2006 bei Napalm Records
- 2006: Ragnarok (CD; Napalm Records)
- 2008: Land (CD/CD+DVD; Napalm Records)
- 2009: By the Light of the Northern Star (CD/LP; Napalm Records)
- 2011: The Lay of Thrym (CD/LP; Napalm Records)
- 2013: Valkyrja (CD/2xCD/2xLP; Metal Blade Records)
- 2019: Hel (CD/2x12"; Metal Blade Records)
- 2024: Battle Ballads (CD/12", Metal Blade Records)

### Sonstige
- 2000: Týr Demo (Demo-CD; Eigenvertrieb)
- 2002: Ólavur Riddararós (Single) (CD; Tutl)
- 2009: Black Sails over Europe (Split-EP mit Alestorm und Heidevolk) (CD; Napalm Records)
- 2022: A Night at the Nordic House (with the Symphony Orchestra of the Faroe Islands) (Livealbum; Metal Blade Records)